# SPSS
SPSS är ett datorprogram för statistisk analys, men det är också ett företag med flera andra program i portföljen och med kontor på många platser världen över, även i Sverige.

## Statistikprogrammet
Akronymen SPSS betydde ursprungligen Statistical Package for the Social Sciences  när den första versionen släpptes 1968. Bakom programmet låg tre doktorander vid Stanford University: Norman Nie, Hadlai Hull och Dale Bent. Året därpå fick Nie en tjänst vid University of Chicago och lockade även med Hull dit. Arbetet med SPSS fortsatte i Chicago. Bent, som var kanadensare, återvände till Kanada.
Ryktet om SPSS spred sig - till att börja med i den akademiska världen. Efterhand spreds programmet även till organisationer och privata företag. Det som hade börjat som ett projekt inom en universitetsinstitution blev ett kommersiellt företag, SPSS Inc. Bara i Sverige har SPSS idag över 1000 kunder. SPSS Sverige finns i Kista.
SPSS utvecklades under stordatorernas era och kommandona stansades på hålkort. Det kommandospråk som användes under 70-talet för att göra de statistiska analyserna innebar bland annat att vissa delar av kommandona måste skrivas i position 1 till 15 på hålkortet och andra delar måste börja i position 16. En hel del har hänt sedan dess. Användningen av kommandona förändrades men den stora förändringen kom när de grafiska användargränssnitten (GUI) blev allmänna. SPSS anpassades för de allt kraftfullare PC-datorerna och de flesta idag använder det grafiska användargränssnittet (GUI).
Syntax-kommandon, SAX Basic och Python är tre andra sätt för den programmeringskunnige att använda SPSS utan att behöva klicka sig fram i menyer.
År 2009 ändrade företaget SPSS namnet på sina produkter så att förkortningen PASW ingick. Statistikprogrammet fick således heta PASW Statistics - men endast under en kort tid. För när IBM på hösten köpte SPSS ändrades återigen programnamnen och just nu är det IBM SPSS Statistics som gäller.